# Kappel am Albis
Kappel am Albis (bis 1911 offiziell Kappel genannt) ist eine politische Gemeinde im Bezirk Affoltern (älter: Knonauer Amt, pop. Söiliamt) des Kantons Zürich in der Schweiz. Ihr Mundartname ist Chappel.

## Geographie

Luftbild (1953) von Werner Friedli

Kappel liegt am Südwesthang des Albis südlich von Hausen im Jonental. Neben Kappel selbst gehören auch die Ortsteile Hauptikon und Uerzlikon zur Gemeinde. Die Nachbargemeinden sind im Kanton Zürich Knonau, Mettmenstetten, Rifferswil und Hausen am Albis, im Kanton Zug Baar und Steinhausen.

### Schutzgebiete
Auf dem Gemeindegebiet von Kappel am Albis liegen folgende 13 Schutzobjekte (ganz oder teilweise):
| Reservats-Nr. | Schlüssel-Nr. | Objekt Nr. | Name                                  | Fläche in ha |
| ------------- | ------------- | ---------- | ------------------------------------- | ------------ |
| 160_ZH_133    | CH04_3848     | 1          | Hagenholz/Hagenmoos                   | 2,17         |
| 160_ZH_16     | CH04_0037     | 2 a        | Arbach (Tüfmoos)                      | 5,77         |
|               |               | 2 b        | Ried Unter Hauptikermatt West         |              |
|               |               | 2 c        | Ried Unter Hauptikermatt Süd          |              |
|               | CH02_118      | 3          | Häglimoos                             | 0,61         |
| 160_ZH_357    |               | 4 a        | Schürenmoos                           | 1,79         |
|               |               | 4 b        | Feuchtwiese nördlich Chalofen         |              |
| 160_ZH_211    |               | 5          | Leigrueb (Lehmgrube bei Chlostermatt) | 1,35         |
|               |               | 6          | Quellsumpf am Islisberg               |              |
|               |               | 7          | Turpenland und Chruzelen              |              |
|               |               | 8          | Ried südlich Arbach                   |              |
|               |               | 9          | Ried Usserfeld                        |              |
|               |               | 101        | Landschaftsschutzgebiet Kappel        |              |

## Geschichte
Bereits für die Bronzezeit finden sich auf dem Gebiet der heutigen Gemeinde Belege für die Besiedelung. Ein Römischer Gutshof wird zwischen Hauptikon und Rifferswil vermutet. Das erste Mal greifbar wird Kappel aber im Jahre 1185, als das gleichnamige Kloster, in dem der Ursprung der heutigen Gemeinde liegt, gegründet wurde. Das Kloster konnte seinen Besitz in den folgenden Jahrhunderten immer wieder vergrössern und schloss im Jahr 1344 einen Burgrechtsvertrag mit Zug und 1403 mit Zürich. Im Zuge der Reformation, deren Auseinandersetzungen in den beiden Kappelerkriegen (1529 und 1531) einen Höhepunkt fanden, wurde das Kloster aufgelöst. Kappel wurde der Landvogtei Knonau unterstellt und die Klostergüter von Stadtzürcher Amtsleuten verwaltet, die auch den Zehnten in den Weilern der Umgebung einzogen. Zur Gemeinde Kappel zählen die Dörfer Uerzlikon und Hauptikon. 1221 erwarb das Kloster Kappel Güter in Hauptikon, Uerzlikon und Rossau. Zwischen 1255 und 1279 gelangten drei weitere Uerzliker Höfe an das Kloster. Im 13. Jahrhundert sind Ritter von Uerzlikon nachgewiesen, die 1347 ihre letzten Güter verkauften. 
Mit dem Einmarsch der Franzosen im Jahre 1798 wurde Kappel dem Distrikt Mettmenstetten zugeteilt, mit dem Ende der Helvetik 1803 dem Bezirk Horgen, um dann wieder zum neu gebildeten Oberamt Knonau zu kommen (ab 1830 Bezirk Knonau). Seit 1837 gehört die Gemeinde Kappel zum Bezirk Affoltern.

## Wappen
Blasonierung:
Geviert: 1 und 4 in Schwarz ein von Rot und Silber geschachter Balken, 2 in Gold ein schwarzes Mauerankerkreuz, 3 in Blau die Nordansicht einer silbernen Kirche mit Seitenschiff, Querschiff und Vierungsturm, roten Dächern und schwarzen Fenstern
Das Gemeindewappen datiert in dieser Form auf 1928 und wurde am 15. April 1931 als offizielles Gemeindewappen angenommen.
Ein älteres Wappen des Klosters Kappel war seit mindestens 1505 in Gebrauch und kombinierte das Wappen des Zisterzienserordens (den Zisterzienser-Balken) mit dem Wappen der Freiherren von Eschenbach. Die Darstellung einer Kapelle im Wappen datiert auf 1650, die Kapelle wurde 1928 durch eine Abbildung der Klosterkirche ersetzt.

## Bevölkerung
| Jahr | Einwohner |
| ---- | --------- |
| 1634 | 256       |
| 1799 | 438       |
| 1850 | 743       |
| 1900 | 697       |
| 1950 | 676       |
| 2000 | 866       |
| 2005 | 846       |
| 2010 | 918       |
| 2015 | 1029      |
| 2020 | 1244      |
| 2022 | 1321      |

## Politik
Gemeindepräsident ist Martin Hunkeler (parteilos, Stand 2023).
Bei der Nationalratswahl 2019 erreichten die Parteien folgende Wähleranteile:
SVP 43,64 %, glp 10,87 %, FDP 10,86 %, Grüne 10,18 %, SP 9,07 %, CVP 5,50 %, EVP 4,51 %, EDU 1,47 %, BDP 1,27 % und andere (8) 2,63 %.
Die Wähleranteile bei der Nationalratswahl 2023: SVP 47,72 % (+4,08 %), glp 12,48 % (+1,61 %), SP 9,46 % (+0,39 %), FDP 7,77 % (−3,09 %), Die Mitte 7,75 % (+0,98 %), Grüne 6,03 % (−4,15 %), EVP 4,27 % (−0,25 %), Aufrecht Zürich 1,45 %, Mass-Voll! 1,22 %, EDU 0,94 % (−0,53 %), andere (10) 0,92 %.

## Sehenswürdigkeiten

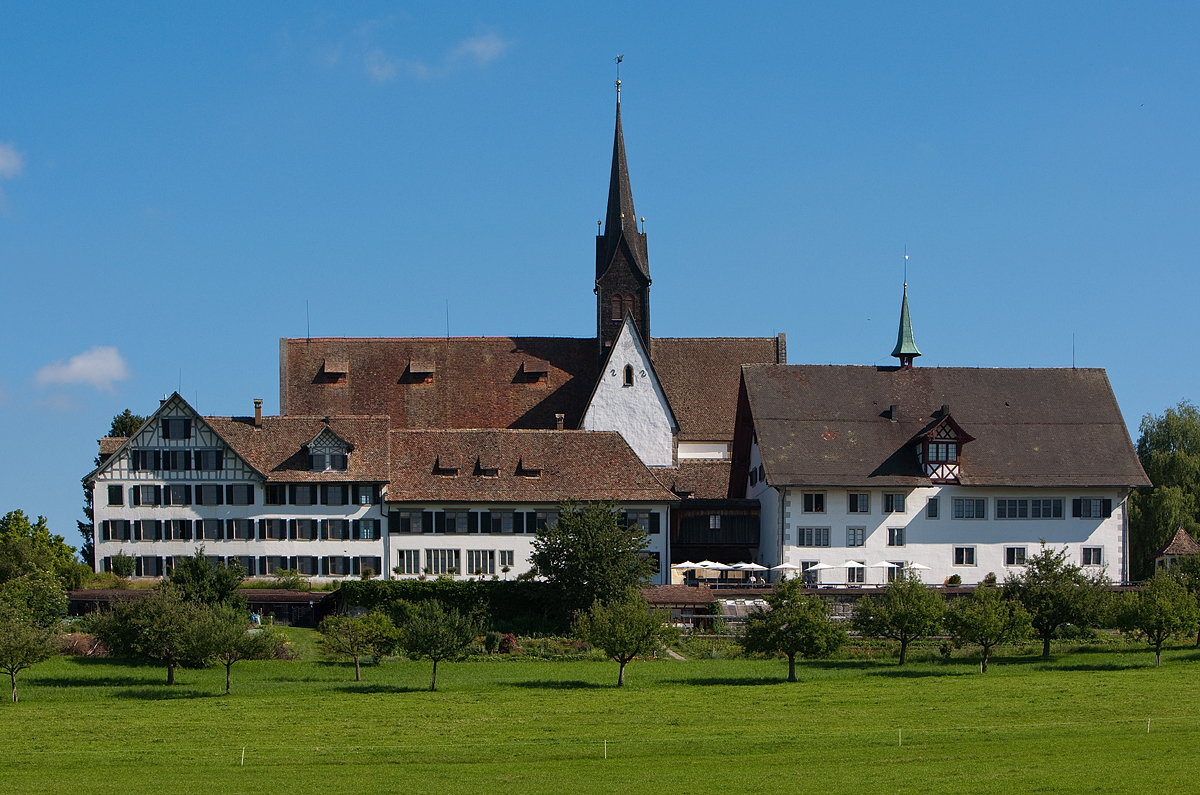
Kloster Kappel
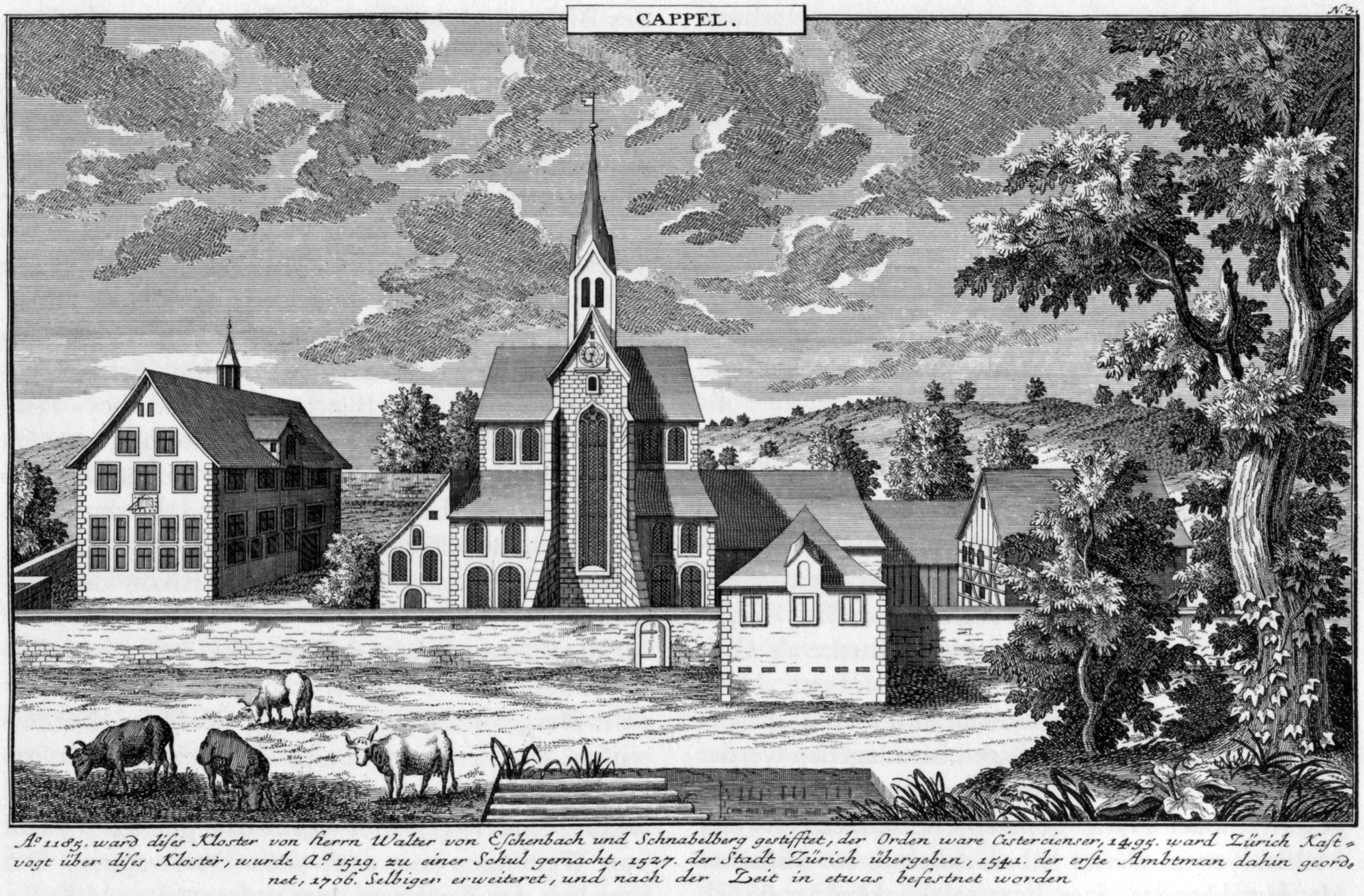
Das Kloster Kappel auf einem Stich von David Herrliberger 1741

## Persönlichkeiten
- Leonard Meister (1741–1811), Lehrer, Politiker und evangelischer Geistlicher
- Konrad Näf (1789–1832), Pädagoge, Gehörlosenlehrer und Dichter
- Josias Simler (1530–1576), Theologe und Historiker
- Huldrych Zwingli (1484–1531), Theologe und Reformator